# كريستوفر كاثروود
كريستوفر كاثروود (بالإنجليزية: Christopher Catherwood)‏ هو مؤرخ بريطاني، ولد في 1 مارس 1955.